# Margaret King

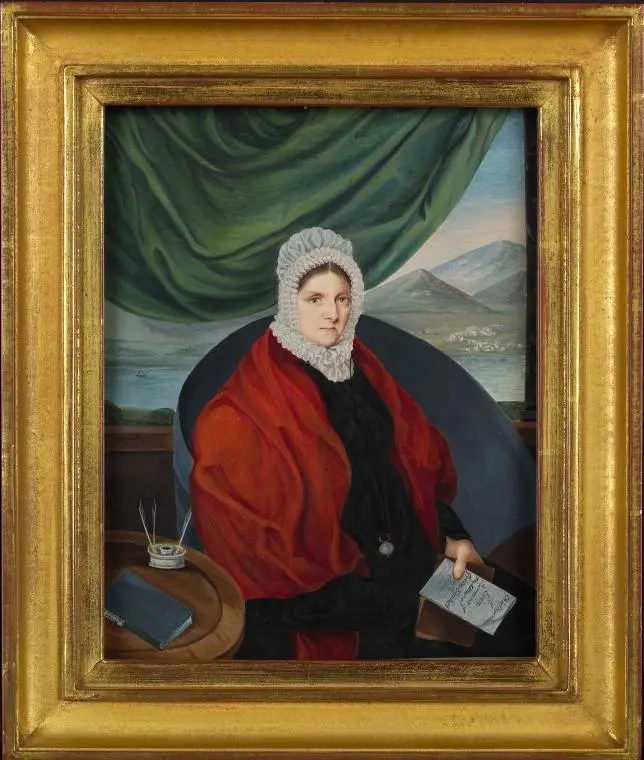
Margaret King Moore

Margaret King, född 1773, död 1835, var en irländsk författare. Hon utgav reseskildringar, romaner och böcker om barnuppfostran och medicin. Hon ligger begravd på den gamla engelska kyrkogården i Livorno.

## Verk
- Stories of Old Daniel: Or, tales of wonder and delight
- Continuation of the Stories of Old Daniel, 1820
- Advise to Young Mother on the Physical Education of Children, by a Grandmother.
- The Sisters of Nansfield: A Tale for Young Women